# Concilio de Jamnia
Por Concilio de Jamnia se entiende una congregación de rabinos en la ciudad judía de Jamnia (en hebreo יבנה [Yavne]) después de la destrucción del Segundo Templo de Jerusalén (70 d. C.). En dicha asamblea presuntamente se definió y cerró el canon o composición de la Biblia Hebrea. La existencia de esta asamblea fue propuesta por primera vez por Heinrich Graetz en 1871, y su teoría gozó de popularidad durante buena parte del siglo XX. 

## Trasfondo
El Talmud relata que algún tiempo después de la destrucción del Segundo Templo de Jerusalén en el 70 D.C., el rabino Yohanan ben Zakai se trasladó a la ciudad de Jamnia o Yavne, donde recibió permiso de los romanos para fundar una escuela de halajá (derecho religioso judío). Yavne también era la ciudad a la que se trasladó el Sanedrín tras la destrucción del Templo. La escuela de Zakai supervisó el inicio del judaísmo rabínico y la escritura de la Mishná, la primera redacción de la Ley Oral y el texto fundacional del Talmud.

## Teoría
La Mishná, recopilada a finales del s. II D.C., describe un debate entre los rabinos sobre el estatus sagrado de algunos libros, es decir, sobre si estos libros pertenecían o no a la Biblia. En particular se preguntan si el Cantar de los Cantares y el Eclesiastés "hacen impuras las manos" o no: si son sagrados su contacto "hace impuras las manos"; si son libros comunes, no (cf. Yadaim 3:5). El Megillat Taanit, en una discusión de los días en los que está prohibido ayunar pero no están mencionados en la Biblia, menciona la festividad de Purim, que tiene su origen en el libro de Ester, basándose en estas citas y en alguna otra similar, Heinrich Graetz en 1871 propuso la teoría de que a finales del s. I d. C. había habido un concilio en la ciudad de Jamnia en el que se fijó el canon judío. Esto se convirtió en la opinión mayoritaria de los estudiosos del tema durante buena parte del siglo XX.

## Refutación
William Melville Christie fue el primero en discutir esta teoría en un artículo titulado "The Jamnia Period in Jewish History". La crítica de Christie sería seguida por muchos otros como Jack P. Lewis, Sid Z. Leiman en su tesis para la Universidad de Pensilvania (1976) y Raymond E. Brown.
Albert C. Sundberg Jr. resumió la clave del argumento de Lewis como sigue:

Jewish sources contain echoes of debate about biblical books but canonicity was not the issue and debate was not connected with Jabneh... Moreover, specific canonical discussion at Jabneh is attested only for Chronicles and Song of Songs. Both circulated prior to Jabneh. There was vigorous debate between Beth Shammai and Beth Hillel over Chronicles and Song; Beth Hillel affirmed that both "defile the hands." One text does speak of official action at Jabneh. It gives a blanket statement that "all Holy Scripture defile the hands," and adds "on the day they made R. Eleazar b. Azariah head of the college, the Song of Songs and Koheleth (Ecclesiastes) both render the hands unclean" (M. Yadayim 3.5). Of the apocryphal books, only Ben Sira is mentioned by name in rabbinic sources and it continued to be circulated, copied and cited. No book is ever mentioned in the sources as being excluded from the canon at Jabneh.
Las fuentes judías contienen ecos de un debate sobre los libros bíblicos, pero la canonicidad no era el problema y el debate no estaba conectado con [Yavne]... Además, la discusión canónica específica en [Yavne] solo está demostrada en relación a las Crónicas y el Cantar de los Cantares. Ambos estaban en circulación antes de [Yavne]. Hubo un vigoroso debate entre Beth Shammai y Beth Hillel sobre las Crónicas y el Cantar: Beth Hillel afirmó que ambas "profanan las manos". Hay un texto que sí que habla de actos oficiales en [Yavne]. Da una declaración general de que "todas las Sagradas Escrituras profanan las manos", y añade: "En el día en que hicieron al rabino Eleazar b. Azariah líder del colegio, [se decidió que] el Cantar de los Cantares y el Koheleth (Eclesiastés) dejan las manos impuras" (M. Yadayim 3.5). De los libros apócrifos, solo Ben Sira es mencionado por su nombre en las fuentes rabínicas y continuó siendo distribuido, copiado y citado. Ningún libro es mencionado jamás en las fuentes como excluido del canon en [Yavne].

Según Lewis: 

The concept of the Council of Jamnia is an hypothesis to explain the canonization of the Writings (the third division of the Hebrew Bible) resulting in the closing of the Hebrew canon. ... These ongoing debates suggest the paucity of evidence on which the hypothesis of the Council of Jamnia rests and raise the question whether it has not served its usefulness and should be relegated to the limbo of unestablished hypotheses. It should not be allowed to be considered a consensus established by mere repetition of assertion.
El concepto del Concilio de Jamnia es una hipótesis para explicar la canonización de las Escrituras (la tercera división de la Biblia Hebrea) que dio lugar al cierre del canon hebreo. [...] Estos debates aún vigentes sugieren la escasez de pruebas sobre las que la hipótesis del Concilio de Jamnia descansa y plantean la cuestión de si no ha agotado su utilidad y debería ser relegada al limbo de las hipótesis no establecidas. No debería permitirse considerarla un consenso establecido por la mera repetición de la aserción.

Otros estudiosos se han sumado a esta tendencia y hoy día la teoría está prácticamente desacreditada.